# Mcnearita
La mcnearita és un mineral de la classe dels fosfats. Rep el nom per Elizabeth McNear, qui treballava en el camp de la mineralogia i la cristal·lografia a la Universitat de Ginebra, Suïssa.

## Característiques
La mcnearita és un fosfat de fórmula química NaCa₅(AsO₄)(HAsO₄)₄·4H₂O. Cristal·litza en el sistema triclínic.
Segons la classificació de Nickel-Strunz, la mcnearita pertany a «02.CJ: Fosfats sense anions addicionals, amb H₂O, només amb cations de mida gran» juntament amb els següents minerals: estercorita, mundrabil·laïta, swaknoïta, nabafita, nastrofita, haidingerita, vladimirita, ferrarisita, machatschkiïta, faunouxita, rauenthalita, brockita, grayita, rabdofana-(Ce), rabdofana-(La), rabdofana-(Nd), tristramita, smirnovskita, ardealita, brushita, churchita-(Y), farmacolita, churchita-(Nd), dorfmanita, sincosita, bariosincosita, catalanoïta, guerinita i ningyoïta.

## Formació i jaciments
Va ser descoberta a la mina Gabe Gottes, a Neuenberg, a la localitat francesa de Sainte-Marie-aux-Mines, a l'Alt Rin, dins la regió del Gran Est. També ha estat descrita posteriorment en altres dos indrets de la República Txeca: Jáchymov, a la regió de Karlovy Vary; i la mina d'urani núm. 21 de la localitat d'Háje, a la regió de Bohèmia Central.